# Loews Hotel Tower
455 North Park Drive o Loews Hotel Tower, noto anche come Loews North Park Drive, è un grattacielo di Chicago, Illinois.

## Caratteristiche
L'edificio di 52 piani, alto 173,4 metri, è stato completato nel 2015. Dispone di 400 camere d'albergo, 398 appartamenti in affitto e sale da ballo assortite, bar, ristoranti e parcheggi. Tutti gli appartamenti sono stati venduti per la cifra totale di $ 240,4 milioni. La struttura, posizionata su un basamento a "L"è stata la più alta costruita in città nel 2015.
È stato progettato dagli architetti di Chicago Solomon Cordwell Buenz e sviluppato dal DRW Trading Group di Chicago. Il costo di costruzione è stato di circa $ 200 milioni.